# Karel Deruwe
Karel Deruwe (Brugge, 19 maart 1956) is een Vlaamse theateracteur, musicalster sinds 1979 en acteur in televisieprogramma's (sinds 1985). Hij speelt ook mee in talrijke internationale televisie- en filmproducties. In 1996 en 1997 won hij een Gouden Oog voor beste tv-acteur. Op het toneel werkt hij voornamelijk als freelanceacteur. Zijn theatercarrière loopt door van 1979 tot vandaag. Zo speelde hij in verscheidene theaters in Vlaanderen, Nederland en Duitsland in zowel opera als toneel als musical. Deruwe heeft onder andere gespeeld in KNS Antwerpen, KVS Brussel, Arena, Opera Antwerpen, Opera Gent, Stadsschouwburg Amsterdam, Stadsschouwburg Utrecht, Chassé theater Breda,  Wintergarten Berlin, theater Ratibor, Berlin,  Kammartheatern Stockholm in verschillende theaterstukken waaronder  Hamlet, Le Bourgeois Gentilhomme, Reigen en Et Dukkehjem. Deruwe heeft onder andere in de volgende musicals gespeeld: Chicago, Jesus Christ Superstar, Kuifje, Rocky Horrorshow, Song, West-side Story, We will rock you en vele anderen. Hij is opgetreden in de volgende opera's: Idomeneo, Orfeo en Parsifal. In solotheater heeft Deruwe Het beleg van Oostende, De echo van de maan, Coopman Campioen, Ensor op hoge poten en De tweede keer wel gespeeld.  
Momenteel is hij docent drama en vakhoofd spel en monologen van Erasmushogeschool Brussel - School of Arts - Musical. 
Deruwe is de echtgenoot van collega-actrice Maya Moreel. 

## Filmografie
- Het sprookjestheater (1979)
- De Leeuw van Vlaanderen (1984)
- Mik, Mak en Mon (1986)
- Het gezin Van Paemel (1986)
- Merlina (1985) - als Regis Seurs
- Postbus X (1989-1992) - als Staf Bluts
- De bossen van Vlaanderen (1991) - als Valère Blanckaert
- Familie (1991-1993, 1993, 1994-1999, 2018) - als Guido Van den Bossche
- Blanval (1992) - als officier
- Commissaris Roos (1992)
- Copy Copy (1993)
- Coverstory (1993) - als Tirofles
- Niet voor publikatie (1993) - als man
- RIP (1994) - als Henri Ballegeer
- ¿Que cosa? (1994)
- In de naam der Koningin (1996) - als luitenant Ditvoorst
- All Stars (1997) - als Kalman
- Familie Backeljau (1997) - als louche Lou
- Diamant (1997) - als Julien Devos
- Heterdaad (1997-1999) - als luitenant Gino Capelle
- Deman (1998) - als Ben Deman
- Recht op Recht (1999) - als Vic Verboven
- Misstoestanden (2000) - als Firmin Van De Kasseien
- Dead End (2000) - als Dias
- Recht op Recht (2001) - als Bob Sterckx
- Flikken (2001) - als Wouter Lambrecht
- Veel geluk, professor! (2001) - als Xavier De Frontillac
- Stille Waters (2001-2002) - als Robert de Wesemael
- Team Spirit 2 (2003) - als Breespoels
- Sedes & Belli (2003) - als Gaëtan Raffarin
- Aspe (2004) - als Herman Van den Heuvel
- Rupel (2004) - als Gert Lippeveld
- Witse (2004) - als Frank Kaemerman
- Thuis (2004-2006) - als Walter Frans
- Matroesjka's (2005) - als agent
- De Wet volgens Milo (2005) - als vader van Eline
- Witse (2006) - als Leo Demedts
- Emma (2007) - als Jean-Pierre Cloedt
- Katarakt (2007) - als Rudi Sluys
- Vermist (2010) - als Jozef
- Dag & Nacht: Hotel Eburon (2010) - als Walter De Pryck
- Ella (2010-2011) - als dokter Werner Wolfs
- F.C. De Kampioenen (2011) - als agent Aimé Dedecker
- Lucide (2011)
- The Adventures of Tintin: The Secret of the Unicorn (2011) - als Archibald Haddock (stem)
- Zone Stad (2012) - als Herman Arco
- Wreck-It Ralph (2012) - als General Hologram (stem)
- Danni Lowinski (2012-2013) - als rechter Erik Hanssens
- Crème de la Crème (2013) - als Jos
- Het vonnis (2013) - als Marc Des Bouvrie
- Lang Leve... (2014) - als Guido Van den Bossche
- Vermist (2015) - als advocaat
- Nachtwacht (2015) - als Victor
- Cordon (2016) - als gevangenisdirecteur
- Crimi Clowns 2.0: Uitschot (2016) - als Mon
- Unité 42 (2017) - als Louis Vermeer
- Crimi Clowns (2017) - als Mon
- Professor T. (2018) - als Wout Geeraerts
- Heer & Meester (2018) - als Alessandro Visconti
- The Incredibles 2 (2018) - als Mr. Incredible
- Een Goed Jaar (2020) - als agent
- Kamiel (2022) - als Kamiel
- Chantal (2022) - als vader Dobbels
- Frakke & Jempie (2023, 2024) - als Roger Vergucht

## Theater
- Kuifje: De Zonnetempel (2008) - als Archibald Haddock
- Coopman! (2009-2010)
- We Will Rock You (2011) - als Arno
- De Tante van Charlie (2017) - als kolonel